# Uście Solne (gmina)
Uście Solne – dawna gmina wiejska istniejąca w latach 1934–1954 w województwie krakowskim (dzisiejsze woj. małopolskie). Siedzibą władz gminy było Uście Solne (do momentu utworzenia gminy – miasto).
Gmina zbiorowa Uście Solne została utworzona 1 sierpnia 1934 roku w powiecie bocheńskim w woj. krakowskim z dotychczasowych jednostkowych gmin wiejskich: Barczków, Bessów, Bieńkowice, Cerekiew, Drwinia, Grobla, Niedary, Poprzędzyna, Świniary, Trawniki, Uście Solne, Wola Drwińska i Wrzępia. 
15 lutego 1947 roku z części obszaru gminy Uście Solne (gromady Drwinia, Grobla, Świniary, Trawniki, Wola Drwińska i Zielona) utworzono gminę Drwinia. Według stanu z dnia 1 lipca 1952 roku gmina składała się już tylko z 8 gromad: Barczków, Bessów, Bieńkowice, Cerekiew, Niedary, Popędzyna, Uście Solne i Wrzępia.
Gmina została zniesiona 29 września 1954 roku wraz z reformą wprowadzającą gromady w miejsce gmin. Jednostki nie przywrócono 1 stycznia 1973 roku po reaktywowaniu gmin, a jej dawny obszar wszedł głównie w skład gminy Drwinia (jedynie jej dawna siedziba – Uście Solne – weszła w skład gminy Szczurowa).
Zobacz też: gmina Uście Gorlickie.